# Matthias Klotz

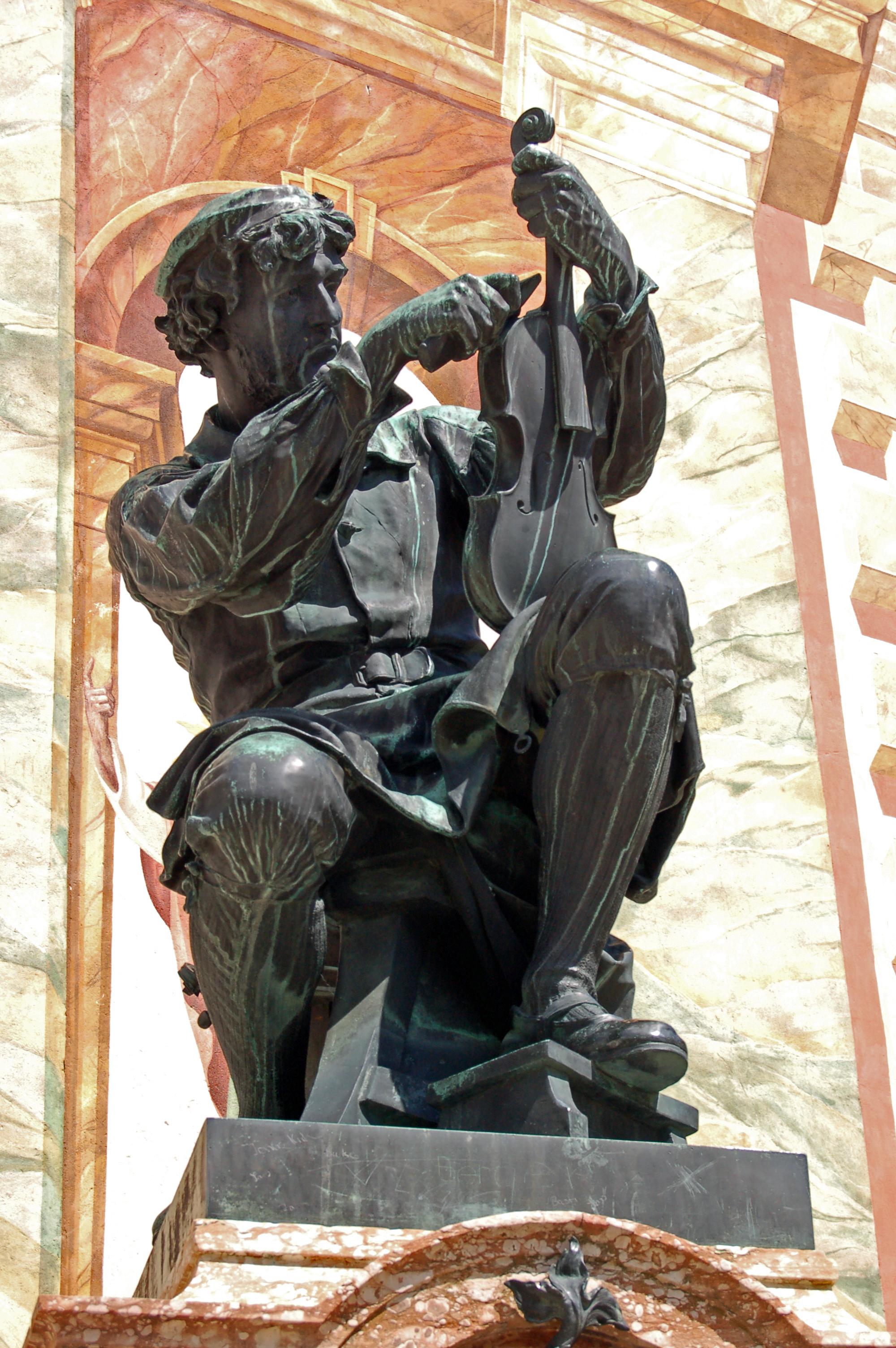
Matthias Klotz-monument in Mittenwald

Matthias Klotz (1653-1743)  was een vioolbouwer in Mittenwald, in de Beierse Alpen. 
Net als zijn vader Egidius Klotz werkte Matthias naar het model van Jacobus Stainer. Na een reis naar Italië keerde hij omstreeks 1683 terug naar Mittenwald, waar hij als de ware stichter van de vioolbouw kan worden beschouwd. Zijn zoon Sebastian Klotz (1696-1767) overtrof het werk van zijn vader veruit.
De familie Klotz was een belangrijke familie vioolbouwers in Mittenwald vanaf de 17de eeuw. De aanwezigheid van een bepaalde dennensoort die in de vioolbouw gebruikt wordt, droeg bij om dit gewest tot een centrum van vioolbouw te maken. Van de violen toegeschreven aan Stainer, is 90 % afkomstig uit de Klotz-ateliers.
Tot in het midden van de 18de eeuw wisten de vioolbouwers in Duitsland een eigen Duitse stijl uit te werken. In Cremona, de stad van de vioolbouwers, was er zelfs een tijdlang vraag naar Duitse violen. Doch spoedig bleek de superioriteit van de Italiaanse viool. Ook deze invloed werd merkbaar in Mittenwald.